# Hien (Fluss)
Der Hien ist ein kleiner Fluss in Frankreich, der im Département Isère in der Region Auvergne-Rhône-Alpes verläuft. Er entspringt im südwestlichen Gemeindegebiet von Belmont, entwässert mit einem Bogen über Ost generell in nördliche Richtung und mündet nach rund 17 Kilometern im Gemeindegebiet von Cessieu als linker Nebenfluss in die Bourbre. In seinem Oberlauf quert der Hien die Autobahn A48 und im Mündungsabschnitt die Bahnstrecke Lyon–Marseille und die Autobahn A43.

## Orte am Fluss
(Reihenfolge in Fließrichtung)
- La Voie de Vienne, Gemeinde Belmont
- Belmont
- Biol
- Doissin
- Montagnieu le Bas, Gemeinde Montagnieu
- Le Molards, Gemeinde Torchefelon
- Saint-Victor-de-Cessieu
- Cessieu